# Mierlo
Mierlo est un village situé dans la commune néerlandaise de Geldrop-Mierlo, dans la province du Brabant-Septentrional. Le 1er janvier 2007, le village comptait 9 920 habitants.

## Histoire
Mierlo a été une commune indépendante jusqu'au 1er janvier 2004. À cette date, elle fusionna avec Geldrop pour former la nouvelle commune de Geldrop-Mierlo.